# Rothsches Kaplaneihaus

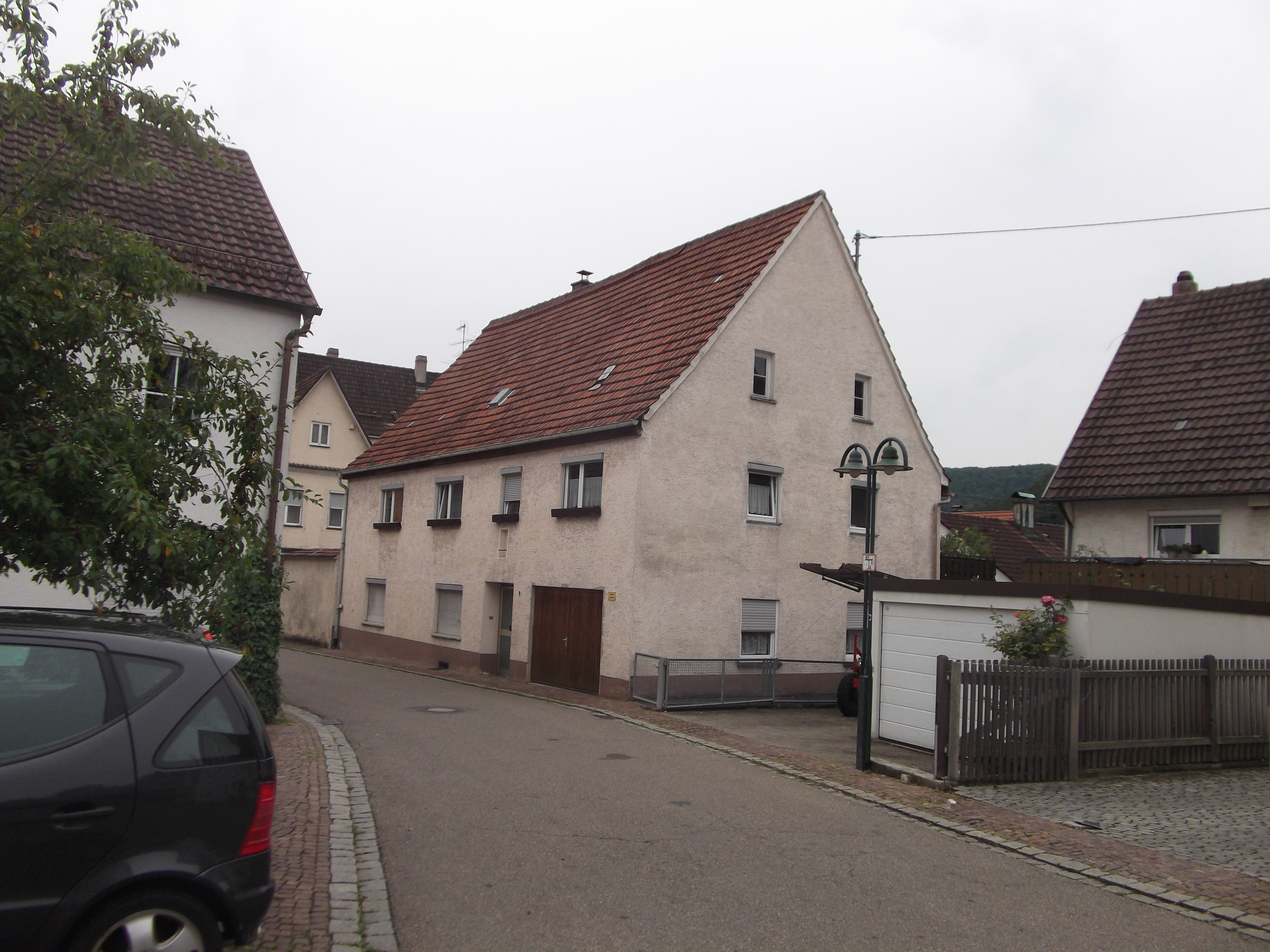
Das ehemalige Rothsche Kaplaneihaus von Nordost, 2014

Das ehemalige Rothsche Kaplaneihaus war ein Barockhaus für einen Kleriker des Klosters Urspring in der Stadt Schelklingen im Alb-Donau-Kreis in Baden-Württemberg.

## Lage
Das Haus steht in der Mitte der Stadtschreibereistraße auf der westlichen Straßenseite (Stadtschreibereistraße 1). Im Süden grenzt es an das Neue Haus, im Norden an ein bürgerliches Wohngebäude. Im Osten liegt das Haus an der Stadtschreibereistraße, im Westen befinden sich Gärten, welche an die Mohrengasse grenzen. Vor der Erweiterung des Hauses nach Süden befand sich ein Garten zwischen der nördlichen Hofmauer des Neuen Hauses und dem Rothschen Kaplaneihaus.

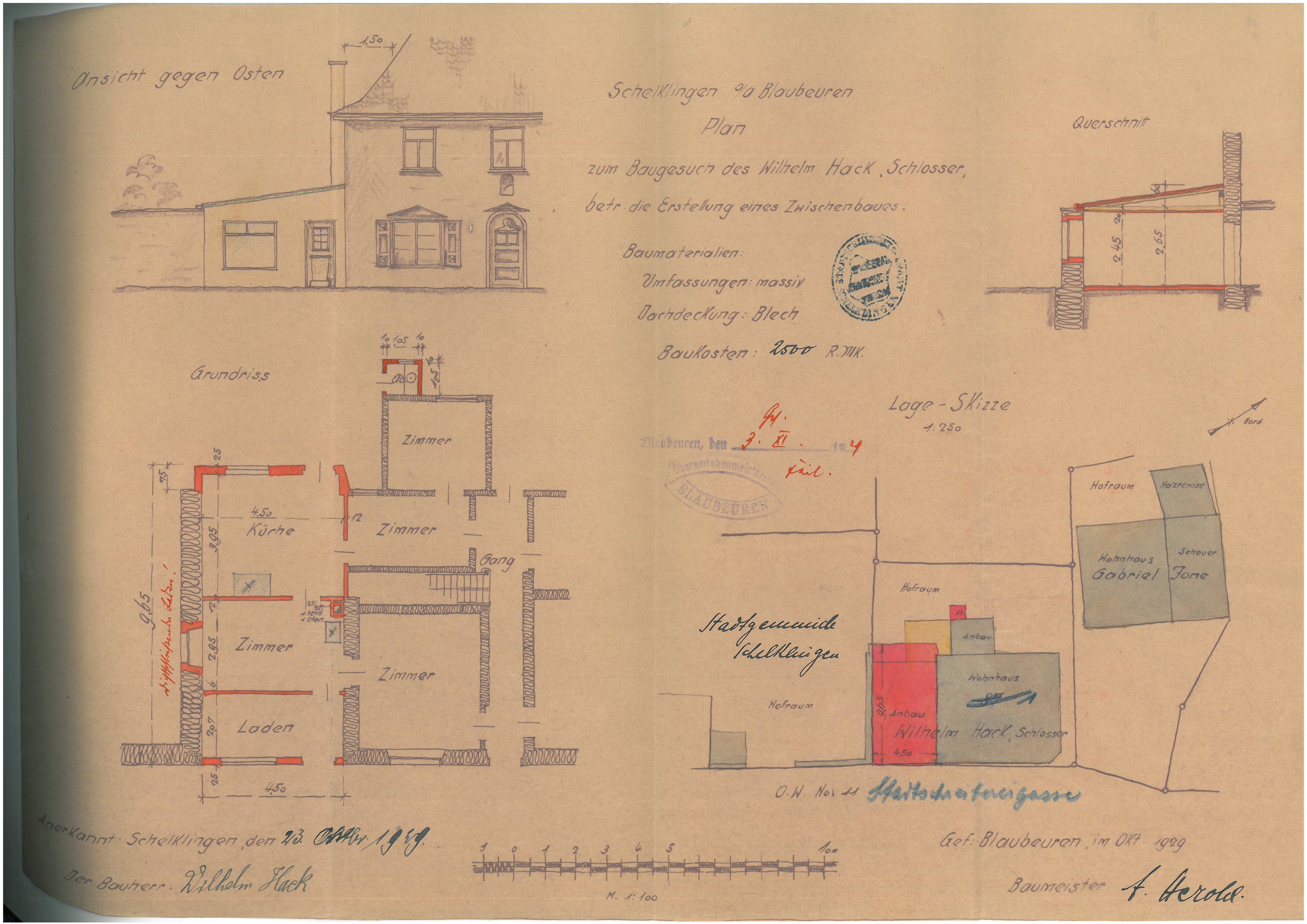
Links oben Darstellung der ehemaligen Fassade des Rothschen Kaplaneihauses anlässlich der Erstellung eines Zwischenbaus an der Südseite durch Wilhelm Hack, 1929

## Baugeschichte
Das Rothsche Kaplaneihaus wurde wohl in der Mitte des 18. Jahrhunderts im Barockstil neu errichtet. Vermutlich stand an dieser Stelle auch ein Vorgängerbau. Es ist möglich, dass der Vorgängerbau im Dreißigjährigen Krieg zerstört wurde oder stark gelitten hatte. Die Begutachtung von 1788 schätzt das Gebäude im Vergleich zu dem einzutauschenden Gebäude 300 fl geringer und bemängelt die geringere Größe und den mangelnden Bauunterhalt.
Eine Bauaufnahme aus dem Jahre 1871 verdeutlicht noch die alte Bau- und Raumstruktur. Der barocke Neubau hatte einen quadratischen und symmetrischen Grundriss, war zweistöckig und hatte ein Walmdach. Das Erdgeschoss bestand aus Mauerwerk, der erste Stock aus geriegeltem Fachwerk, welches nicht als Sichtfachwerk angelegt war, und wie im 18. Jahrhundert üblich verputzt wurde. Im Erdgeschoss befanden sich 1871 drei Räume: links des Öhrn zur Straßenseite eine Eisenhandlung, rechts eine Wohnstube und dahinter die Küche. Die Wohnstube besaß einen Ofen, welcher von der Küche aus beheizt werden konnte. Links hinten befand sich das geräumige Treppenhaus in den ersten Stock. Von hier aus gab es eine Türe in die hinten links an das Haus angebaute einstöckige Holzremise. Diese war nach Ausweis der Flurkarte schon 1821 vorhanden. Die Flurkarte von 1821 zeigt außerdem einen Abtrittanbau an der Hinterseite der Küche. Im ersten Stock nahm der Öhrn dieselbe Fläche wie im Erdgeschoss ein, mit einer Treppe in das Dachgeschoss. Linker Hand befand sich ein Wohnzimmer, auf der rechten Gebäudeseite drei Kammern hintereinander. Das Gebäude wurde gut mit Licht versorgt, und die Anordnung der Fenster war, wenn möglich, symmetrisch. Im Erdgeschoss hatten alle drei Hausseiten mit Ausnahme der Rückseite zwei Fenster. Im ersten Stock waren auf der Straßen- und Südseite jeweils zwei Fenster, auf der Nord- und Rückseite jeweils drei Fenster vorhanden. Der Bauplan von 1871 zeigt nicht die Heiligennische über der Eingangstüre, welche heute noch vorhanden ist. Auch wird der gewölbte Keller nicht gezeigt, welcher 1846 erstmals erwähnt wird. 1846 wird erstmals erwähnt, dass das Dach mit Dachplatten gedeckt war. Beides war schon beim Neubau des Gebäudes vorhanden.
Die Flurkarte von 1821 zeigt die ursprüngliche Umgebung des Hauses: im Süden befand sich bis zur nördlichen Hofmauer des Neuen Hauses ein kleiner Hofraum. An der Nordseite war sich lediglich ein schmaler Streifen zur Zufahrt des Nachbarn vorhanden. Hinter dem Haus bis zur Mohrengasse hatte das Haus einen sehr großen Baum- und Grasgarten. Der Lageplan von März 1871 von Geometer Schick zeigt die Nachbarn und die Größenverhältnisse in Zoll und Fuß. Das Neue Haus war zu dieser Zeit in Besitz des Kaufmanns Benedikt Blöd. Die westliche und nördliche Hofmauer wird dargestellt. Auf der gegenüberliegenden Straßenseite der Stadtschreibereistraße befand sich südlich das Wohnhaus der Witwe des Bauern Konrad Bumüller, weiter nördlich das Haus des Hutmachers Johannes Kneer.

### Anbau einer Schlosserwerkstätte 1871

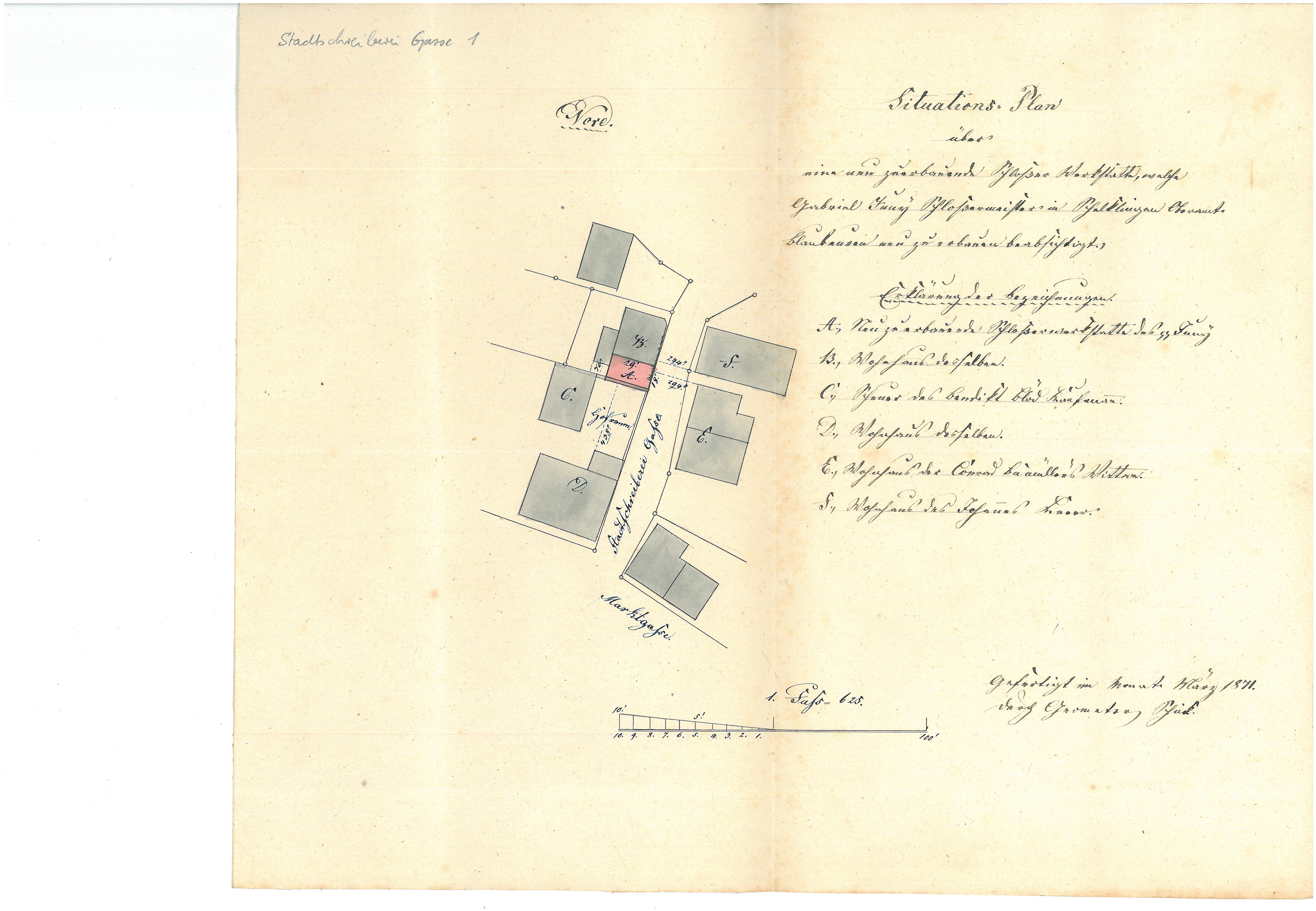
Lageplan 1871: Anbau einer Schlosserwerkstätte an das ehemalige Rothsche Kaplaneihaus durch Gabriel Jone (Juny)

1871 erweiterte der Schlosser Gabriel Jone das Haus nach Süden hin durch eine einstöckige Schlosserwerkstätte. Den Bauplan entwarf Zimmermeister Braun. Als Südmauer wurde die ziemlich starke Hofmauer des Neuen Hauses benutzt. Zur Straßenseite hin hatte der Anbau eine Türe und ein Fenster. An der Rückseite befand sich ebenfalls eine Türe. Offensichtlich sollte der Anbau ein Flachdach erhalten. Die Schmiedeesse kam an die Südwand des Wohnhauses. Besondere Bauvorschriften widmeten sich der Feuergefährlichkeit der Esse und des Kamins.

### Anbau eines Magazins 1889
1889 erbaute Gabriel Jone einen bedeckten Gang von seinem Wohnhaus zu seinem Magazin. Leider hat sich von dieser Baumaßnahme lediglich der Situationsplan erhalten; die Baurisse fehlen. So lässt sich ein nur unvollständiges Bild des Baus machen. Die ehemalige Holzremise hinten am Haus muss mittlerweile zu einem Magazin eingerichtet worden sein. Der bedeckte Gang schloss an die Hinterseite des Hauses und die Nordseite der ehemaligen Holzremise an und ging bis zur Südwand des Nachbarhauses Stadtschreibereistraße 3.
1929 erwarb Wilhelm Hack das Gebäude von den Erben des Gabriel Jone: er wollte den einstöckigen Anbau an der Südwand zu einem Wohnbereich umbauen und zwei Fenster anbringen. Die Schlosserwerkstatt sollte so umgebaut werden, dass sie Laden, Zimmer und Küche enthielt. Auch im Innern des Wohnhauses wurden Veränderungen vorgenommen: der große Flur im Erdgeschoss in seinem hinteren Teil wurde auf die Treppe reduziert durch den Einbau eines Zimmers. Das Magazin (die ehemalige Holzremise) wurde zu einem Zimmer umgebaut, an dessen Westseite ein Abort errichtet wurde.
Aus diesem Jahre 1929 ist ein Fassadenaufriss erhalten, welcher die einstige barocke Schmuckfassade zeigt. Über der Haustüre befindet sich noch heute die Nische für ein flaches Heiligenbild, welches allerdings fehlt.

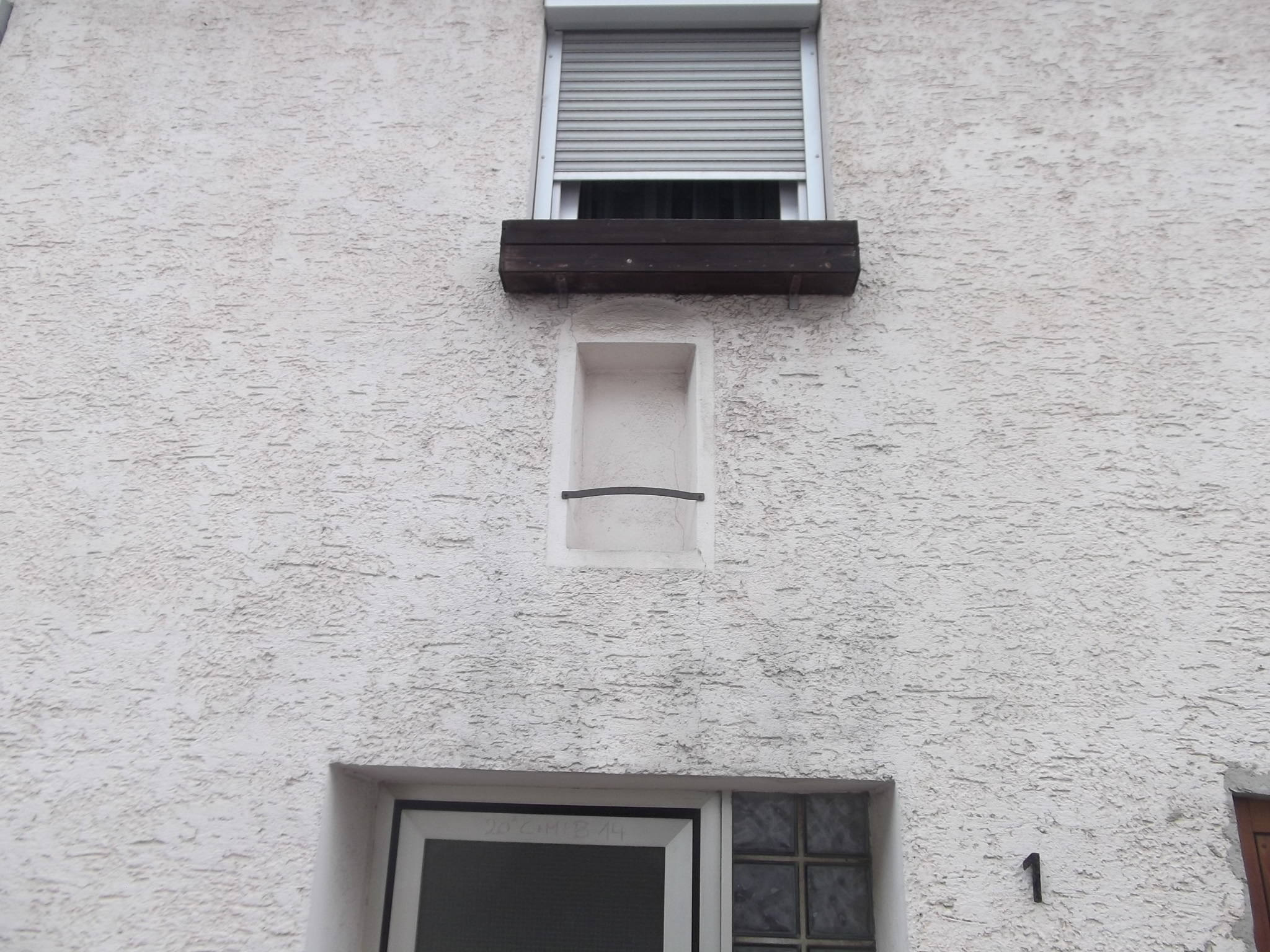
Die Madonnennische über dem Hauseingang des ehemaligen Rothschen Kaplaneihauses, 2014

Baugeschichtlich wertvoll ist die einzige getreue Ansicht der Straßenfassade, welche noch völlig den barocken Charakter des ehemaligen Kaplaneihauses verdeutlicht. Die Eingangstüre war oben rundbogig abgeschlossen und hatte oberhalb einen Sims. Auch die Erdgeschossfenster auf der Straßenseite zeigen neben Sprossenfenstern und Holzläden einen solchen Sims. Die Figurennische für ein flaches Heiligenbild wird ebenfalls dargestellt; heute fehlt diese Heiligenfigur oder -tafel allerdings.
Nach 1929, vermutlich erst nach 1945, wurde auf diesen einstöckigen Anbau an der Südmauer ein zweiter Stock aufgesetzt und das Walmdach am Süd- und Nordgiebel in ein Satteldach umgebaut. Das Haus verlor damit seinen ehemals klaren symmetrischen Grundriss. Heute vermittelt das ehemalige Barockhaus einen stark modernisierten Eindruck, nachdem so gut wie allen barocken Bauelemente entfernt sind.

## Besitzer und Nutzung
Das Haus war ursprünglich in bürgerlichem und adeligem Besitz. Vor 1475 hatte es Albrecht Ruch inne. 1475 war Burkhart von Freyberg von der Linie der Familie von Freyberg auf Schloss Neusteußlingen im Schmiechtal Hauseigentümer. Burkhart war ein Sohn des Egloff von Freyberg zu Neusteußlingen und der Maria von Venningen. Seine Schwester Kunigunde von Freyberg wurde 1496 zur Meisterin des Klosters Urspring gewählt. Burkhart war mit einer geborenen von Ellerbach vermählt; diese Ehe verweist bereits in den geographischen Raum von Laupheim, wo die Familien von Ellerbach und die Roth (Rodt) von Bußmannshausen ansässig waren. Burkhart nahm u. a. als Soldat an den Feldzügen Karls des Kühnen von Burgund teil und wurde zum Ritter geschlagen. Herrschaft und Schloss Neusteußlingen übernahm er offenbar nicht, sondern erwarb einen Teil von Burg und Ort Klingenstein, saß auch „ zu Bach“. Hausbesitz des Adels in Städten, wie etwa Burkhards von Freyberg in Schelklingen, war häufig, hing in diesem Fall aber auch mit den engen Beziehungen zum nahen Kloster Urspring zusammen. Seine Lebensdaten sind unbekannt; erstmals wird er 1467 genannt; er lebte noch 1486.

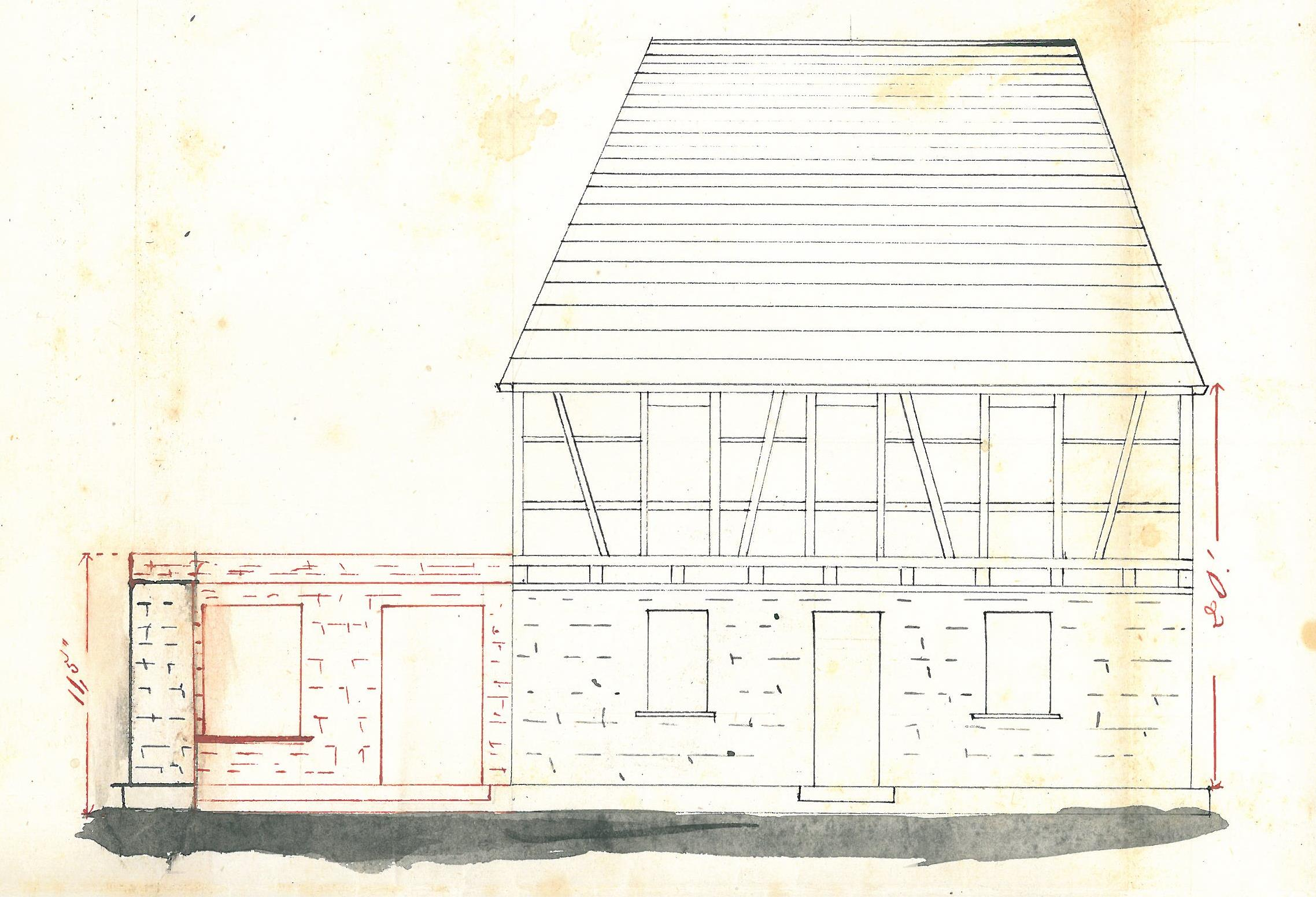
Anbau einer Schlosserwerkstätte an das ehemalige Rothsche Kaplaneihaus durch Gabriel Jone (Juny), Draufsicht der Straßenfront, 1871

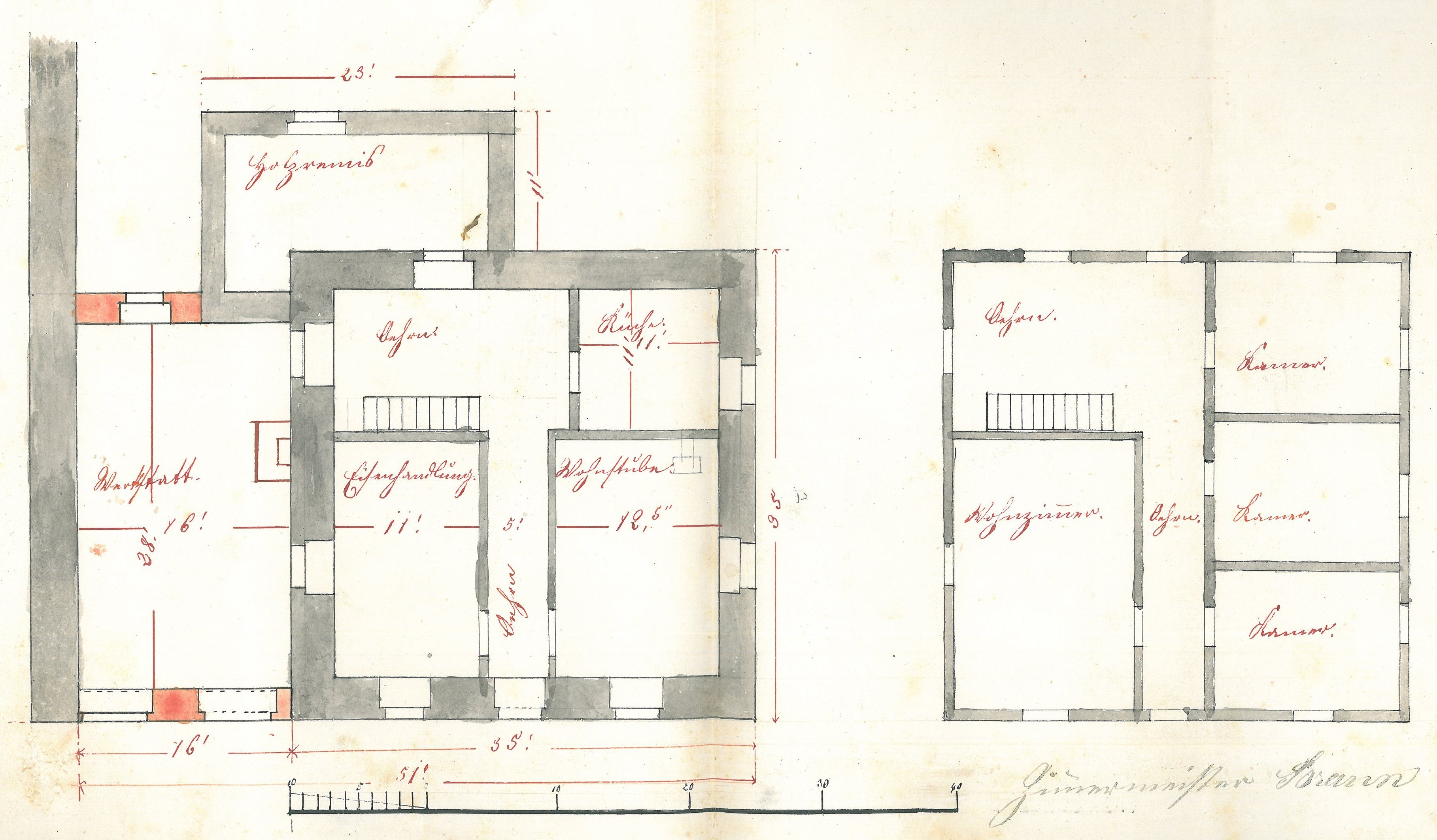
Anbau einer Schlosserwerkstätte an das ehemalige Rothsche Kaplaneihaus durch Gabriel Jone (Juny), Grundriss des Erdgeschosses und des ersten Stockwerks, 1871

Dass das Haus zwischen vor 1475 und nach 1502 der Familie von Freyberg gehörte, geht insbesondere aus dem Urspringer Lagerbuch von 1486 hervor, welches als späten Nachtrag zu dem Besitzereintrag von 1486 („die von fryberg“) den Kaplan „Herr Galli“ [Schleicher] aufführt. Gallus Schleicher war ein gutes Jahrhundert später Kaplan dieser Kaplanei. Das Lagerbuch von 1502 bezeichnet das Haus ebenfalls noch als das „Freybergische“. Das nächstfolgende Lagerbuch von 1575 beschreibt die Rothsche Kaplanei erstmals ausführlich: „Herr Galli Schleicher, dern von Roth Capelon“ zinste „Auß seinem Pfundthauß vnd Garten zwischen Hanß Haugen Stadel, vnd Jerg Wagners Hauß gelegen, vff die Gassen, vnd Ellerbachisch Pfrundthofle stossendt“ 10 Schilling Heller. Weitere Lehengüter des Klosters waren: „Item vß ainem Garten In der Baind an der Millegassen, zwischen Matheus Strauben, stosst vff Hannßen Herrman, Meßmer, vnd Ine Strauben, gibt er“ 8 Schilling Heller. „Gib auch den Zehenden wans nit, mit Kraut, Ins Closter“.
Im Jahre 1507 wurde die „Rodtische oder Sim(m)etingische Kaplanei“ von Dorothea von Roth (Rodt) zu Bußmannshausen, Schwester des Hans von Rodt, der Ehefrau Alwigs (Albigers) von Sulmetingen gestiftet. Die Ehe blieb kinderlos und es war wohl zu befürchten, dass die Herren von Sulmetingen im Mannesstamme aussterben würden. Dies dürfte einer der Hauptgründe für die Stiftung der Kaplanei gewesen sein. Enge Beziehungen pflegte Familie von Sulmetingen zum Kloster Urspring, in welches im 14. und 15. Jahrhundert drei weibliche Mitglieder der Familie als Nonnen eintraten. Auch war das Kloster seit etwa Mitte des 14. Jahrhunderts Hauskloster und Begräbnisplatz der Familie von Sulmetingen. Alwig von Sulmetingen verstarb um das Jahr 1508. Seine Witwe Dorothea heiratete Georg von Sulmetingen, Sohn Jacobs von Sulmetingen-Schemmerberg, aber auch diese Ehe blieb ohne Nachkommen. Mit dem Tod Jörgs von Sulmetingen 1528 erlosch das Haus Sulmetingen. Um das Jahr 1533 verstarb die Witwe Dorothea in Wildbad.
In Schelklingen wurde ein Wohnhaus für einen Kaplan dotiert. Das Haus dürfte also Anfang des 16. Jahrhunderts durch die Familie von Roth (Rodt)/von Sulmetingen von der Familie von Freyberg zum Zwecke der Dotierung als Wohnung des zukünftigen Kaplans erworben worden sein. Doch der erste Rothsche Kaplan wird erst gegen Ende des 16. Jahrhunderts namentlich genannt: es war dies Gallus Schleicher, genannt am 31. Januar 1584, dann wieder im Lagerbuch von 1595, am 31. März 1624, und auch im Urspringer Lagerbuch über Schelklingen aus den Jahren ca. 1622 bis ca. 1627; gestorben ist er vor dem 2. August 1627.
Das nächstfolgende Lagerbuch von 1686, welches 1703 renoviert wurde, nennt den Rothschen Kaplan nicht mehr namentlich; ebenso verfahren die Lagerbücher über Schelklingen von 1740, 1770 und 1795. Ab 1649 bestand eine Personalunion der Rothschen Kaplanei mit der Herrschaftskaplanei, eine Stiftung der Grafen von Berg-Schelklingen. Das Kaplaneivermögen der Rothschen Kaplanei war im Laufe des Dreißigjährigen Kriegs so zusammengeschmolzen, dass der Unterhalt eines eigenen Kaplans nicht mehr möglich war. Noch 1700 bestand allerdings sowohl ein Rothsches als auch ein Herrschaftskaplaneihaus. Die Stöffelsche Kaplanei war bereits früher mit der Herrschaftskaplanei vereinigt worden. Zur Pfründe der Rothschen Kaplanei gehörten 1700 5 Viertel Jauchert Acker, 2 Mittle in der Baindt und ein Garten am Lützelberg.
Das Westernachsche Kaplaneihaus (und das alte hofmeisterische Haus in der Vorstadt) wurden 1711 an die Stadt verkauft. Somit verfügte Urspring 1711 lediglich noch über das Hartmannsche Haus (in der Vorstadt), das Rothsche und das Wernausche Kaplaneihaus. 1713 erfolgte die endgültige Vereinigung der Rothschen und der Herrschaftskaplanei. Bei der Aufhebung der Kaplaneien im Jahre 1806 bestanden nur noch zwei Kaplaneihäuser, das Wernausche und das Haus der zusammengelegten Rothschen, Stöffelschen und Herrschaftskaplanei.

### Der Haustausch von 1788
Am 19. April 1788 hatte Graf Franz Ludwig Schenk von Castell (1736–1821) das Haus der Erben des Franz Kneer (Mohrengasse 4 und 6) gekauft, welches er gegen das zusammengelegte Rothsche und Stöffelsche Kaplaneihaus vertauschen wollte. Das Rothsche Kaplaneihaus war der nördliche Nachbar des Neuen Hauses, und der Graf war als Nachbar an dem Gebäude samt Grundstück interessiert. Nachdem der Magistrat an die vorgesetzte Behörde von dem Vorhaben Bericht erstattet hatte, erhielt er am 3. Juni 1788 der Magistrat vom Oberamt Altdorf mit Sitz in Altdorf den Auftrag, beide Häuser begutachten zu lassen. Die beauftragten Gutachter Zimmermeister Johannes Scheitenberger und Maurermeister Bernhard Uhlmann gaben folgenden Bericht: „In betref des Beneficiathauses fanden sie zwar dasselbe auf einer Seite etwas gesenkt, auch oben nur mit verblendeten Riegelwänden versehen, und das Dach einfach (seye), im übrigen verhalte sich das ganze Bauwesen in der Hauptsache ohne einer besonderen Baulosigkeit. Das Schenkische Haus hingegen, welches der Herr Graf erst unterm 19ten April dieses Jahres von den Franz Knerischen Erben in dieser Absicht angekauft, seye in einem besseren baulichen Stande, weit geraumiger, und mit mehreren Wohnungen versehen, samt imerhin von 300 fl im Werthe, wobey sich der Graf noch solle verbindlich gemacht haben, in demselben eine innere Reparation, deren sich die Kösten anbey auf 200 fl belaufen sollen, (...)“ durchzuführen. Der Stadtrat hatte gegen den Tausch etliche Bedenken: Erstens wird festgestellt, dass, obwohl das Haus im Besitz des Grafen 300 fl wertvoller sei als das Kaplaneihaus, wäre der Tausch für den Kaplan nicht so vorteilhaft, weil das gräfliche Haus weit geräumiger und größer sei und die Kapläne ihre Kaplaneihäuser selbst instand halten müssten. Zweitens wäre der Standort des gräflichen Hauses für den Kaplan, der auch die Seelsorge zu versehen habe, im Städtchen entlegen und für einen jeweiligen Kaplan somit unbequem. Drittens würde der Graf immer mehr bürgerliche Häuser aufkaufen, wodurch den in Schelklingen sehr zahlreichen Familien das Unterkommen erschwert werde.
Überhaupt stand der Magistrat dem ungleichen Tausch sehr misstrauisch gegenüber und erwartete neue Verdrießlichkeiten, Strittigkeiten und Übergriffe des Grafen in die städtische Jurisdiktion. Das Schreiben vom 22. Juni 1788 war noch nicht abgegangen, als die Stadt erfuhr, dass der Tausch von der hohen kaiserlich königlichen Regierung und Kammer genehmigt worden war. Der Fürstbischof von Konstanz, der Freiherr Maximilian Christoph von Rodt zu Bußmannshausen, welcher das Präsentationsrecht auf die Kaplanei hatte, war mit dem Tausch offenbar auch einverstanden. Die Stadt verlangte daraufhin die Ausfertigung des Tauschbriefs an die Stadtkanzlei. Am 17. November 1789 wurde der Häusertausch ins städtische Kaufbuch eingetragen.
In das neuerworbene Haus setzte Graf Franz Ludwig Schenk von Castell (1736–1821) seinen Amtsknecht, das Haus wurde seither Amtsknechtshaus genannt. Der gräfliche Amtsknecht oder Amtsdiener, erwähnt seit 1772, war das ausführende Organ des herrschaftlichen Amtmanns (Ammanns), welcher den Grafen vor Ort vertrat.

### Weitere Nutzung
Da die gräfliche Familie sich aber, falls sie in Schelklingen weilte, im lehenherrschaftlichen Schloss in der Schlossgasse aufhielt, wurde bereits 1807 für Joseph Nothhelfer im Einfahrtsbereich des Schlosshofes ein kleines Wohnhaus errichtet. Da nun der Amtsdiener eine neue Bleibe bekommen hatte, wurde das ehemalige Amtsdienerhaus in der Stadtschreibereistraße verpachtet, und zwar seit 1822 auf Lebenszeit an Kaspar Vopper, Bauer von Sotzenhausen. 1822 wird es beschrieben als „ein zweystökigtes Hauß beim Lehenhauß zwischen dem Lehenhof und Xaver Sontheimer, vornen die Strasse und hinten der Garten“. Das Haus blieb bis 1860 im Besitz der Familie Schenk von Castell, kam dann aber an die oben genannten bürgerlichen Besitzer.